# Jan Danihel
Jan Danihel (ur. 28 maja 1954) – czechosłowacki żużlowiec pochodzenia słowackiego.

## Życiorys
Czterokrotny medalista indywidualnych mistrzostw Słowacji: dwukrotnie złoty (1973, 1974), srebrny (1978) oraz brązowy (1977). Finalista młodzieżowych indywidualnych mistrzostw Czechosłowacji (1974 – IV miejsce).